# Бен Бреретон
Бенџамин Ентони Бреретон Дијаз (шп. Benjamin Anthony Brereton Díaz; Стоук, 18. април 1996) чилеански је фудбалер који тренутно наступа за Саутемптон. Игра на позицији нападача.

## Успеси
Енглеска до 19
- Европско првенство до 19 година (1) :  2017.[6]

Појединачни
- Најбољи стрелац Европског првенства до 19 година: 2017.[7]
- Најбољи дипломац Чемпионшипа: 2017.[8]
- Играч месеца у Чемпионшипу: септембар 2021.[9]
- ПФА идеални тим Чемпионшипа: 2021/22.[10]
- Најбољи чилеански фудбалер: 2022.[11]